# Legsby
Legsby est une paroisse civile et un village du Lincolnshire, en Angleterre.